# Fritzscheïta
La fritzscheïta és un mineral de la classe dels òxids que pertany al grup de la francevillita. Va ser anomenada en honor de Carl Julius Fritsche (1808-1871), químic alemany.

## Característiques
La fritzscheïta és un fosfat-vanadat de fórmula química Mn²⁺(UO₂)₂(VO₄‚PO₄)₂·4H₂O. Cristal·litza en el sistema tetragonal. La seva duresa a l'escala de Mohs és de 2 a 3.
Segons la classificació de Nickel-Strunz, la fritzscheïta pertany a «04.HB - V[5+, 6+] Vanadats: uranil Sorovanadats» juntament amb els següents minerals: carnotita, margaritasita, sengierita, curienita, francevillita, metavanuralita, vanuralita, metatyuyamunita, tyuyamunita, strelkinita, uvanita i rauvita.

## Formació i jaciments
La fritzscheïta va ser descoberta a partir de mostres trobades en dues localitats diferents: la mina Georg Wagsfort, a Johanngeorgenstadt (Districte d'Erzgebirge, Saxònia, Alemanya) i a Nejdek (Districte de Karlovy Vary, Regió de Karlovy Vary, República Txeca). També ha estat descrita a Autun, a Saona i Loira (Borgonya-Franc Comtat, França).